# Hugo Saggioratto
Hugo José Saggioratto (29 gennaio 1952) è un ex calciatore argentino, di ruolo centrocampista.
Idolo dei tifosi dell'Indipendiente – con cui vince il Metropolitano 1971, 3 Libertadores di fila (1972-1974; la terza con un suo gol in finale), l'Interamericana 1972 e l'Intercontinentale 1973 – diviene presto una riserva di Ricardo Bochini, che aveva esordito nel club proprio al posto di Saggioratto nel 1972. Ha successo anche all'Argentinos Juniors, dov'è soprannominato il fratello di Maradona, quando all'epoca El Pibe de Oro era la stella della squadra argentina.

## Palmarès

### Giocatore

#### Competizioni nazionali
- Campionato argentino: 1

Independiente: Metropolitano 1971

#### Competizioni internazionali
- Coppa Libertadores: 3

Independiente: 1972, 1973, 1974
- Coppa Interamericana: 2

Independiente: 1972, 1974
- Coppa Intercontinentale: 1

Independiente: 1973